# Masevaux-Niederbruck
Masevaux-Niederbruck is een gemeente in het Franse departement Haut-Rhin (regio Grand Est). De plaats maakt deel uit van het arrondissement Thann-Guebwiller. Masevaux-Niederbruck is op 1 januari 2016 ontstaan door de fusie van de gemeenten Masevaux en Niederbruck. De gemeente telde 3.615 inwoners op 1 januari 2022.

## Geografie
De oppervlakte van Masevaux-Niederbruck bedroeg op 1 januari 2022 26,99 vierkante kilometer; de bevolkingsdichtheid was toen 133,9 inwoners per km².

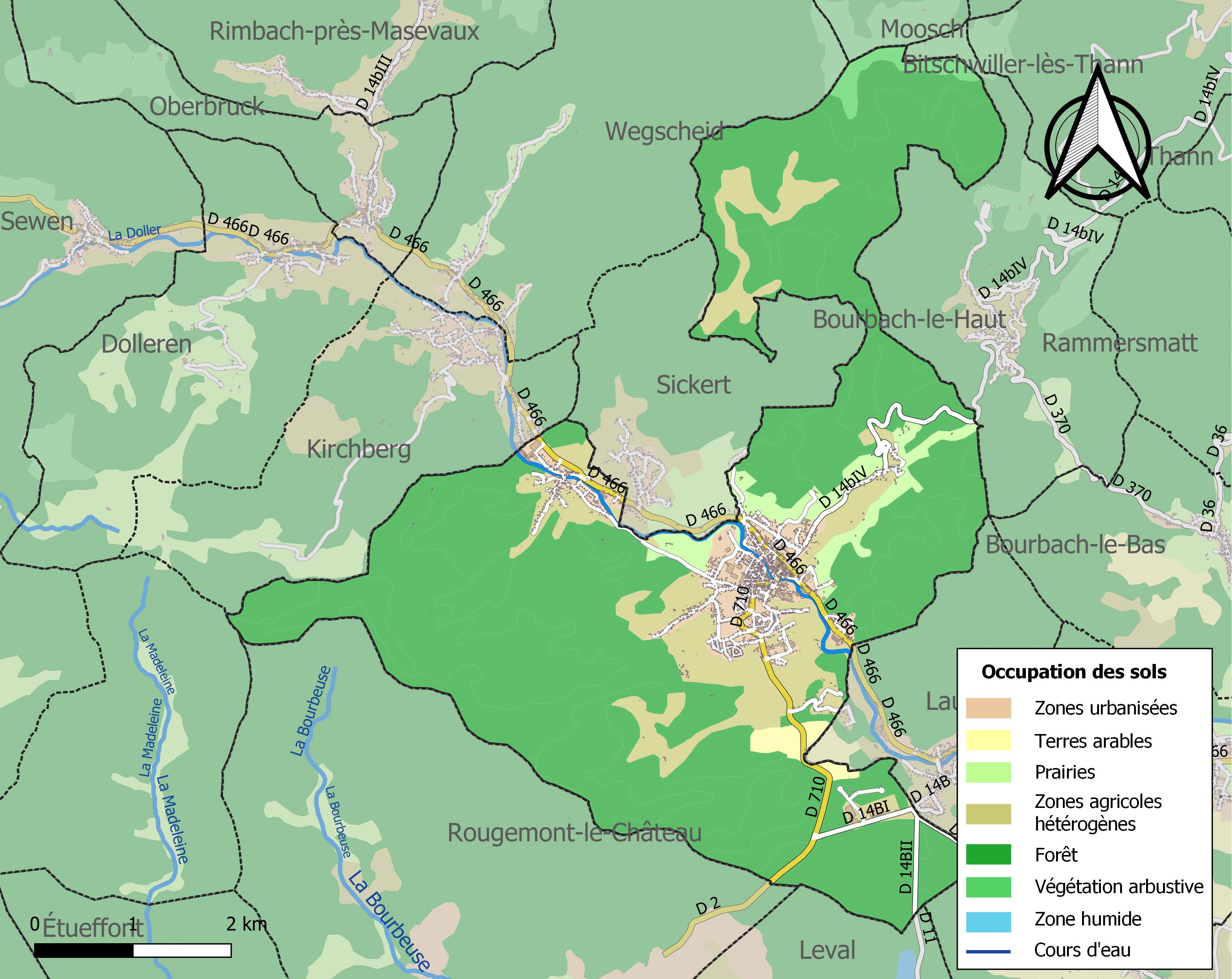
Kaart van de gemeente met de belangrijkste infrastructuur, bodemgebruik en omliggende gemeenten